# Orodes (Vorname)
Orodes ist ein historischer männlicher Vorname.

## Etymologie
Orodes ist ein iranisches Wort. Die Etymologie ist umstritten. Laut Ferdinand Justi leitet sich der Name ab vom altpersischen *Hurauda- (vgl. avestisch 𐬵𐬎𐬭𐬀𐬊𐬜𐬀 huraoδa, deutsch ‚von schönem Aussehen‘).

## Varianten
Es gibt viele Varianten:
- altgriechisch Ὀρώδης Orōdēs, Ἡρώδης Hērōdēs, Ὑρώδης Hurōdēs, lateinisch Hyrōdēs,[4] und Hapax legomena Οὐορώδην Ouorōdēs[1] und Οὐορωδ Ouorōd (ŠKZ §67)[4]
- mittelpersisch 𐭥𐭩𐭥𐭥𐭣 wyrwd Wērōy [Inschriftliche Pahlavi] (ŠKZ §35),[4] Wīroy,[5] Wirōy.[6] Auch buchstabiert als wyrwy[4] und wylwd.[7]
- parthisch 𐭅𐭓𐭅𐭃 wrwd Wērōd [Inschriftliche Parthisch] (ŠKZ §28)[4] und Urūd.[5] Die Variante Worōd leitet sich vermutlich von regionaler Werōd ab, die sich von Wērōd ableitet.[8]
- neupersisch ویرو Wērō / Viru, eine Figur in der parthischen Legende Wis und Ramin.[8]
- Altaramäisch/syrisch wrd (Ägypten) oder wrwd (Elymais, Palmyra, Hatra, Dura Europos und Aššur)[1]
- Spätbabylonisch mú-ru-da-a[1]

## Namensträger
Parthische Könige:
- Orodes I. (80 v. Chr.–76 v. Chr.)
- Orodes II. (57 v. Chr.–38 v. Chr.)
- Orodes III. (4–6)

Könige der Elymais:
- Orodes I. (Elymais) (2. Hälfte des 1. Jahrhunderts n. Chr.)
- Orodes II. (Elymais) (1. Hälfte des 2. Jahrhunderts n. Chr.)
- Kamnaskires-Orodes III. (2. Hälfte des 2. Jahrhunderts n. Chr.)
- Orodes IV. (2. Hälfte des 2. Jahrhunderts n. Chr.)
- Orodes V. (Ende des 2. Jahrhunderts n. Chr.)

Andere Namensträger:
- Orodes (Armenien) (36)
- Orodes, König der Albaner
- Worod Malkā („schah“), einer der Nachfolger vom König „Hyrodes“
- Aurelius Worod, Ritter und Senator in Palmyra
- Septimios Worod, Prokurator und Argapet (vermutlich Hairan I, Sohn des Odenat)
- Woroth, Fürst von Wanand
- Orot-schāh, Sohn des Miran-novēr, Vassal des Orbelier's Tarsayich